# Grótta
Grótta ist eine kleine unbewohnte Insel in der Nähe von Reykjavík in Island.
Sie liegt vor der Halbinsel Seltjarnarnes, mit der sie bis zur Sturmflut Básendaflóðið im Jahre 1788 verbunden war. Heute ist sie über den Damm Gróttugrandi bei Ebbe zu erreichen. Die Insel steht seit 1974 wegen des Vogellebens unter Naturschutz und darf zwischen dem 1. Mai und dem 1. Juli nicht betreten werden. (2020 Betretungsverbot bis 31. Juli.) Auf der Insel wurde 1897 ein erster Leuchtturm errichtet. Der jetzige Leuchtturm stammt aus dem Jahre 1947.